# Skiljebo Sportklubb
O Skiljebo SK é um clube de futebol da Suécia fundado em 4 de março de 1944. Sua sede fica localizada em Västerås.
Em 2009 disputou a Division 2 Norra Svealand, uma das seis ligas da quarta divisão do futebol sueco, terminando na segunda colocação dentre 12 clubes participantes.